# Mine de fer

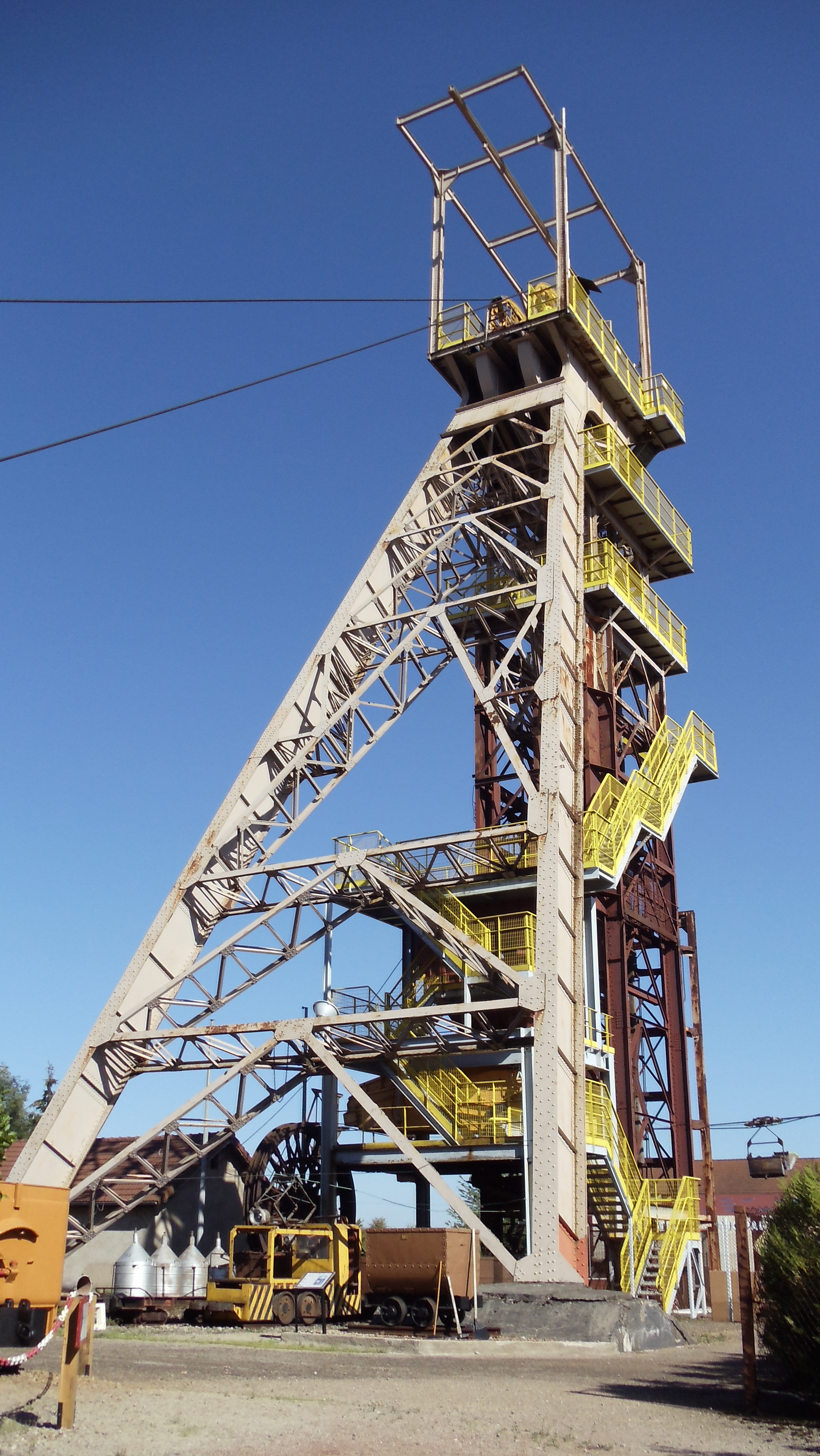
Mine de fer de Aumetz.

Une mine de fer est une exploitation industrielle d'un gisement de minerai de fer. 

## Fonctionnement

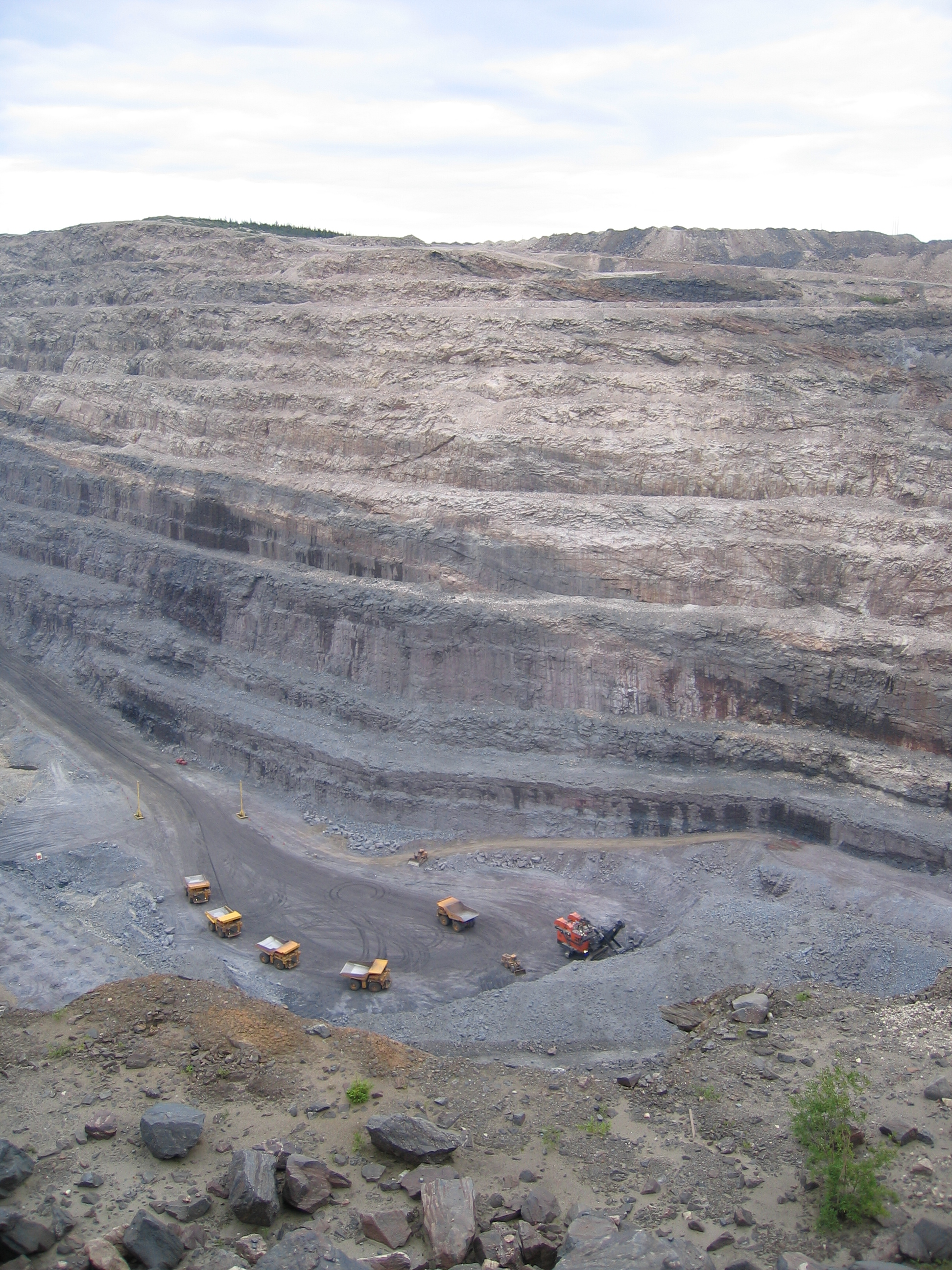
Exemple de mine de fer à ciel ouvert (ici dans le Labrador).

L'exploitation du minerai peut se faire dans des mines à ciel ouvert ou souterraines. La rentabilité d'une mine dépend de sa teneur en fer et de l'accessibilité du minerai. Avec les progrès de la géologie et des techniques minières, les mines de fer sont exploitées de manière plus rationnelle. 
L'environnement est souvent dangereux en raison d'un contexte de roche faillée. 
Pour les mines souterraines, chaque mine va, à partir de l'entrée (à flanc de coteau ou en puits) se développer autour d'une voie principale, doublée d'une voie parallèle qui vont être raillées. L'acheminement du matériel et des hommes, et la sortie du minerai se feront par trains (tirés par des chevaux puis à partir de 1902 par des locomotives électriques). 
À partir des voies principales sont établies des voies secondaires, qui suivent si possible le fil de mine, et de là commencent les chambres d'exploitation, espacées au XIXe siècle d'environ sept mètres. Les galeries sont étayées avec des étais en bois de pin. 
Après l'exploitation, le responsable de la mine fait procéder au dépilage, c'est-à-dire qu'il maîtrise l’effondrement de la galerie, de façon à que plus personne ne se rende dans cette galerie, en cherchant à ce que le sol ne s’effondre pas à la surface dans le futur.
Le minerai de fer est extrait et broyé avant d'être raffiné dans des hauts fourneaux. De nombreux types de minerais de fer sont exploités : pyrite, magnétite, hématite... 
L'ensemble du minerai est acheminé à l'extérieur sur la plate forme de travail située à l'entrée de la mine et appelé carreau de la mine. Il est dispersé et stocké dans des accumulateurs avant de partir vers les usines. 
L'exploitation (ouverte ou souterraine) est fréquemment également confrontée à l'eau. Tout en creusant les galeries, les mineurs prévoient un circuit d'évacuation des eaux. Parfois des pompages continus font baisser la nappe ou vident le cratère minier, puis en fin d'exploitation les pompages cessent, causant l'ennoyage de la mine. Cet ennoiement est généralement problématique pour la qualité de l'eau (pendant la période d'activité minière l'oxydation de la pyrite et la dissolution des carbonate causent la précipitation de gypse. Des phénomènes plus ou moins locaux d'acidification dissolvent là où ils se produisent des minéraux en libérant des ions (parfois toxiques), qui se fixent sur des sites d'échanges cationiques disponibles. Puis au moment de l'ennoyage « la dissolution du gypse néoformé, la précipitation des carbonates et des réactions d'échanges cationiques entraînent une hausse des concentrations de l'eau en sulfate, magnésium, sodium, potassium et strontium » et uranium radioactif  (ainsi, les effluents de la mine de Kiruna, en territoire Sami au nord de la Suède ont déposé  environ 170 kg et 285 kg d'Uranium dans les deux lacs situés en aval, et la rivière Kalix est contaminée par cet uranium, retrouvé jusque dans son estuaire en Mer Baltique. Certaines de ces pollutions doivent théoriquement ensuite diminuer au fur et à mesure du lessivage naturel du réservoir ou empirer en cas de drainage minier acide.
Exceptionnellement, d'anciens circuits de drainage minier ont été conservés et ont pu être utilisés pour l'alimentation en eau potable (cas en France de Neuves Maisons, où les eaux sont récupérées par la Communauté de communes Moselle et Madon ; entretenues par les établissements Boyette)[réf. nécessaire].

## Histoire
Depuis l'âge du fer, les mines de fer ont été nombreuses de par le monde. 
Elles ont, surtout depuis l'antiquité contribué indirectement (via la métallurgie principalement) à la régression de vastes massifs forestiers (souvent surexploités pour le bois de mine et surtout pour le bois de feu quand l'ouverture par le feu était pratiquée), ou consacrés aux raffineries, fonderies et forges, et bien moindrement à la fourniture de bois d'étayage des galeries. 
Les tas de scories relictuels permettent souvent aux archéologues de les retrouver et d'évaluer l'importance du gisement. 
Des charbons de bois résiduels sont pour les archéologues source d'information sur les pratiques anciennes d'ouverture par le feu dans les mines (de fer ou autres) ; ils apportent aussi des informations sur les milieux forestiers présents à ces époques, voire sur les relations entre les mineurs et la forêt. Dans les années 1990, des expérimentations in situ ont apporté des données quantitatives complémentaires utiles aux archéologues qui travaillent sur ces questions. 
Les mines de fer et de charbon étant stratégiques, elles font l'objet de convoitises et d'exploitation puis éventuellement de sabotages durant les guerres, notamment en France durant la première Guerre mondiale. 
Les anciennes mines peuvent parfois - comme en Lorraine sur 110 km2 environ - longtemps après leur fermeture être cause d'affaissements miniers et de dégâts en surface aux bâti et aux infrastructures.

### En France

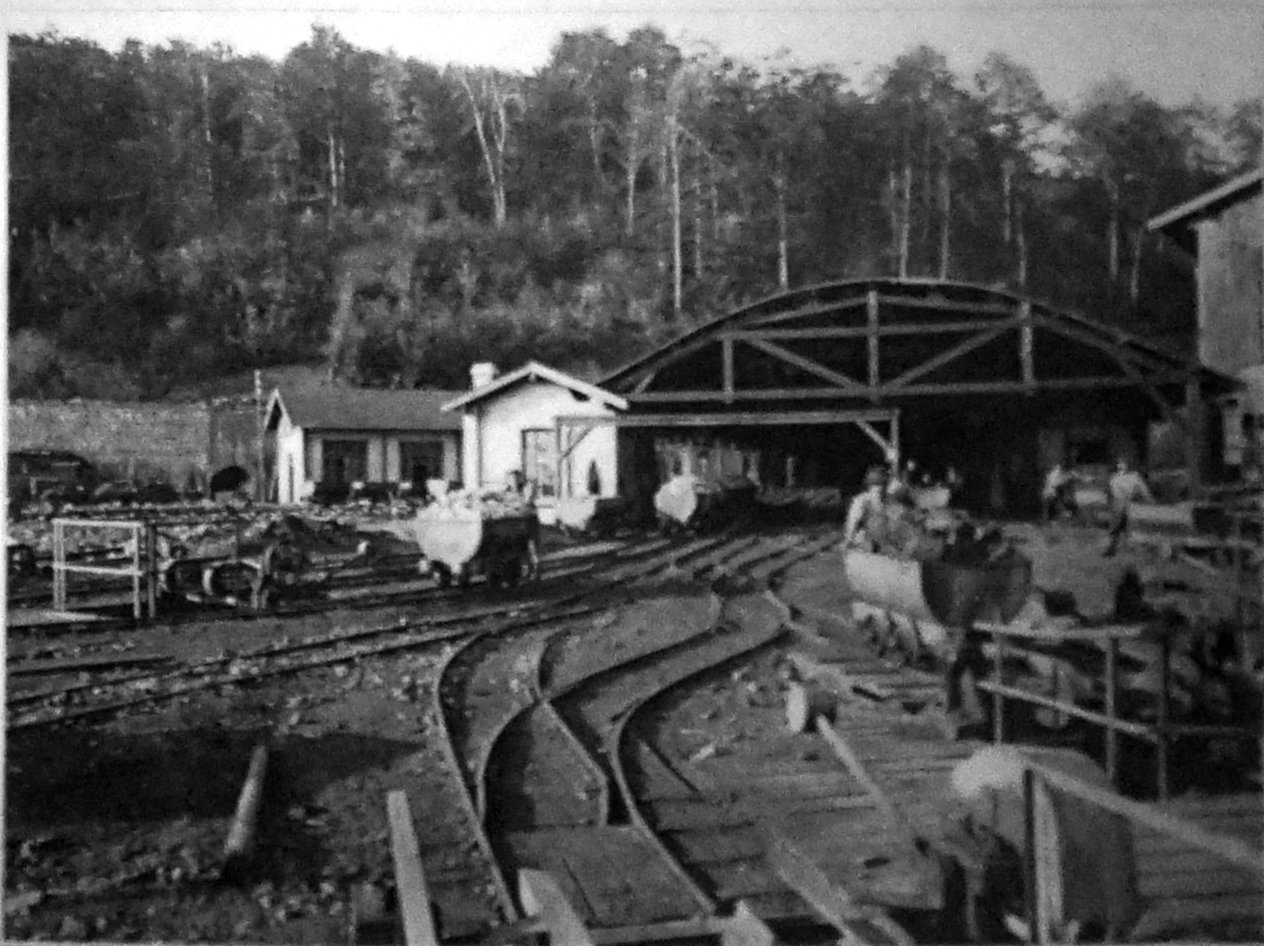
Mine de fer de la forêt de Haye.

Le  fer est exploité ici et là, souvent très artisanalement depuis la préhistoire. L'exploitation se poursuit aux époques gallo-romaine,, et médiévales.
À la fin du XIXe siècle, la découverte du « gisement de Lorraine » va être à l'origine de la sidérurgie industrielle, autour de Nancy et dans le Pays haut lorrain, sur la rive gauche de la Moselle, dans un quadrilatère Metz, Thionville, Esch-sur-Alzette (Luxembourg), Longwy. 
À la fin du XIXe siècle, ce gisement qui va du sud de Nancy jusqu'à la frontière du Luxembourg, s'avérera être le second au monde (après celui des Grands Lacs)[réf. nécessaire]. Les mines vont d'abord s'ouvrir dans le bassin de Nancy (mine de Chavigny en 1856, mine de Champigneulles, mine de Neuves Maisons en 1874... et du côté d'Hayange et de Villerupt.
À partir de 1890, le bassin de Briey (mine de Tucquegnieux, Joudreville, Trieux, Piennes) se développe à une vitesse extraordinaire (far-est). Le travail au fond de la mine est dangereux et pénible. Les mineurs (ceux qui tirent les coups de mines), les manœuvres, les palefreniers, les wattmans (conducteurs des loco électriques), les boiseurs, les géomètres… sont en danger constant.
Les chutes de blocs de pierre, les explosions à retardement, l'étroitesse des galeries dans lesquelles passent des trains, font de ce milieu le plus mortel de toute l'histoire de l'industrie. On peut s'en rendre compte en visitant la mine du val de fer à Neuves Maisons (à côté de Nancy).

## Principaux exploitants de mines de fer
La production mondiale de minerai de fer s'élevait, en 2010, à environ 2,95 milliards de tonnes par an.
Les principaux producteurs sont : 
- l'Australie (609 millions de tonnes de minerai de fer extraits en 2013) ;
- le Brésil (364 millions de tonnes de minerai de fer extraits en 2013) ;
- la Chine (269 millions de tonnes de minerai de fer extraits en 2013) ;
- l'Inde (136 millions de tonnes de minerai de fer extraits en 2013) ;
- la Russie (102 millions de tonnes de minerai de fer extraits en 2013).